# Hanna Segalová
Hanna Segalová (20. srpna 1918 – 5. července 2011) byla britská psychoanalytička polského původu, představitelka tzv. kleinánského směru uvnitř psychoanalýzy.
Narodila se v polské Lodži. Roku 1939 emigrovala do Velké Británie. Zde absolvovala psychoanalytický výcvik u Melanie Kleinové a stala se jednou z hlavních stoupenkyň jejího pojetí psychoanalýzy.
Nejvíce proslula svými analýzami umění a symboliky. Hledala vztah uměleckého symbolu a fantazijních obrazů z nejranějšího dětství (potažmo psychotických fantazijních obrazů). Umění chápala jako kompromisní útvar mezi psychotickou touhou stvořit vlastní svět a nutností sdílet svět s ostatními. Dospělost je vystavěna na zničení vnitřního fantazijního světa kojence u prsu, který nelze sdílet s ostatními, umění je dle Segalové sněním o jeho obnově.
Segalová rovněž analyzovala vztah války a nevědomí. Podle ní se ve válce realizují některé kojenecké fantazie o zničení zlých objektů. Podobně přistoupila i k útokům z 11. září 2001.